# 천주평화연합
천주평화연합(天宙平和聯合, Universal Peace Federation)은 지구촌 분쟁 종식과 평화세계 실현이라는 기치 아래 문선명·한학자 총재에 의해 2005년 창설되었다. 미국 뉴욕에 본부를 둔 천주평화연합(UPF)은 UN 경제사회이사회‘포괄적 협의 지위’를 가진 글로벌 NGO(비정부기구)로서 전 세계 194개국에 지부를 두고 있으며, 한국에서는 전국 19개 광역시도지회와 232개 시군구에 지부를 두고 활동 중이다. 회원은 정치, 경제, 종교, 사회, 문화, 예술, 언론, 학술 등 각계각층의 지도자들로서 ‘평화대사(Ambassadors for Peace)’라는 이름으로 전 세계 120만여 명, 국내 5만여 명이 활동하고 있다.

## 활동
천주평화연합(UPF)은 2005년 창설 이후 국내외적으로 UN과 연대하여 한반도 통일과 세계평화 증진을 위하여 교육과 세미나 및 심포지엄, 봉사활동 등 다양한 분야에 걸쳐 운동을 전개하고 있다.
2022년 2월에는 한반도 평화서밋이 개최되었다. 캄보디아 훈 센 총리와 반기문 제 8대 UN 사무총장이 공동 조직위원장을 중심으로 남북 공동수교 국가 157개국의 주요 지도자들이 참여하였다. 도널드 트럼프 45대 미국 대통령, 마이크 펜스 48대 미국 부통령, 아베신조 전 일본 수상을 비롯한 전·현직 정상, 국회의장 및 부의장, 국회의원, 장관, 종교지도자, 언론인, 경제인, 학술인, 여성·청년지도자 등이 참석하며, 해외참석자들을 위해 13개 언어로 동시통역으로 진행되었다.
한반도 평화와 통일을 위한 비전을 국제사회와 공유하고 DMZ 평화공원도시, 한일해저터널, 세계가족기구 등의 구체적 정책을 국내외에 제시함으로써  아시아-태평양 공동체의 번영과 새로운 한·일 관계, 남-북한 관계의 진전에 기여하고자 하는 취지다. 나아가 문선명·한학자 총재 방북(1991년) 30년 이후, 제2기 대북 프로젝트를 통해 공생(共生)·공영(共榮)·공의(共義)의 비전을 중심한 남북신뢰 및 평화 프로세스를 구축해 한반도 평화경제와 평화체제, 평화가치를 모색하고자 개최되었다.
2019년 11월에는 기후변화 문제 해결을 위해 ‘아시아 태평양 문명권시대의 해양문화’를 주제로 여수 디오션 호텔에서 국제지도자회의(ILC)를 개최했고, 3.1운동과 대한민국 임시정부 수립 100주년을 기념해 ‘우리 시대의 주요 도전과제: 공생, 공영, 공의와 보편적 가치’라는 주제로 월드서밋을 개최했다.  월드서밋 2019의 주요 관심사 중 하나는 2차 북·미 정상회담과 한반도 평화였다. 2월 27~28일 베트남 하노이에서 열린 2차 북·미 정상회담에 대한 기대감과 함께 급변하는 한반도 정세에 대해 진단과 전망을 제시하며 신중하고 확실한 평화 구축을 지지하였다.
2014년 2월에는 크리스토퍼 힐전 미국 차관보 초청 특별강연회와 백승주 전 국방부 차관 초청 세미나를 진행하여 한반도 정세와 안보 관련 교육을 진행했다. 또한 4월에는 우루과이 몬테비데오 빅토리아 플라자호텔에서  '신세계 실현을 위한 위대한 도전'을 촉구하는 ILC를 개최하였다. 탈냉전 이후, 가정붕괴의 심각성을 보완하고, 인간중심의 체제나 제도의 문제점을 지적하며, 공생, 공영, 공의의 세계를 만들어 갈 것을 요청하였다.
2013년에는 한반도의 평화통일을 염원하며 한국과 일본의 재일교포를 중심으로 시작된 ‘피스로드’ 프로젝트가 2016년부터는 전 세계 120개국 50만여 명의 시민들이 동참하는 국제평화프로젝트로 발전되어 ‘전 세계를 하나의 길로 연결하자’는 비전 아래 한반도 통일과 세계평화 증진을 위해 매년 개최되고 있다.
2011년 11월 ‘문선명 총재·김일성 주석의 평화회담’ 20주년을 기념하여 평화대사협의회를 중심으로 북한에 밀가루 600톤을 육로로 전달함으로써 대북지원사업의 물꼬를 트는 계기가 되었다.

## 프로젝트 사업
천주평화연합(UPF)은 지구촌 평화공동체 실현을 위해 공생(共生, Interdependence)·공영(共榮, Mutual prosperity)·공의(共義, Universal values)의 비전아래 초국가적, 초종교적, 초인종적 굿거버넌스(Good Governance) 운동을 전 세계적으로 전개하고 있다.
이와 관련하여 정치, 종교, 학술, 언론, 경제계 분야에서의 지도자와 전문가들이 협력하는 범기구로써 세계평화정상연합(ISCP; International Summit Council for Peace), 세계평화국회의원연합(IAPP; International Association of Parliamentarians for Peace), 세계평화종교인연합(IAPD; Interreligious Association of Peace and Development), 세계평화학술인연합(IAAP; International Association of Academics for Peace), 세계평화언론인연합(IMAP; International Media Association for Peace), 세계평화경제인연합(IAED; International Association for Peace and Economic Development)을 창설하여 매년 세계정상회의(World Summit)와 국제지도자회의(ILC; International Leadership Conference)를 개최하며 세계 난문제들을 해결하기 위한 세계 공동의 활동 방향과 사업을 결정하고 실행해 나가고 있다.
세계평화국회의원연합은 2016년 2월 113개국 현직 국회의원 450명이 참가한 가운데 세계 정치인들의 연대활동을 위해 대한민국 국회에서 설립되었고, 세계평화종교인연합은 2017년 세계 20여 종단 지도자 500여 명이 참석한 가운데 종교인들의 화합을 위해 설립되었다. 세계 정상들의 협의체인 세계평화정상연합은 2019년 2월 서울 롯데호텔월드에서 개최된 월드서밋 2019에서 설립되었고, 학자와 언론인, 경제인들의 평화증진 협의체인 세계평화학술인연합과 세계평화언론인연합, 그리고 세계평화경제인연합은 2020년 2월 일산 킨텍스에서 171개국 각계 지도자 7,000여 명이 참석한 월드서밋 2020을 통해서 설립되었다.

### 세계정상회의(World Summit)
천주평화연합(이하 UPF)은 전 세계 각계각층의 지도자들이 종교, 인종, 문화, 국경의 벽을 넘어 지구촌의 평화 실현, 환경 문제 극복, 가정의 가치 회복, 불평등 해소 등 인류의 미래를 위한 지혜를 모으고자 World Summit을 개최하고 있다.
한반도 평화서밋 일련 행사는 ▲한반도 평화서밋 ▲제5회 선학평화상 시상식 ▲100만 구국구세 희망전진대회 ▲제4회 THINK TANK 2022 포럼 ▲세계평화정상연합(ISCP) 포럼 ▲세계평화국회의원연합(IAPP) 포럼 ▲세계평화종교인연합(IAPD) 포럼 ▲세계평화언론인연합(IMAP) 포럼 ▲세계평화경제인연합(IAED) 포럼 ▲세계평화학술연합(IAAP) 포럼 등이 대면과 비대면 방식으로 개최되었다.
- World Summit 2020: 02/08-11/2020, Seoul, Korea
- World Summit 2019: 2/08-11/2019, Seoul, Korea
- World Summit 2017: 2/01-05/2017, Seoul, Korea
- World Summit 2015: 8/27-31/2015, Seoul, Korea
- World Summit 2014: 8/09-13/2014, Seoul, Korea
- World Summit 2013: 2/22-25/2013, Seoul, Korea
- World Summit 2009: 1/31-2/3/2009, New York, USA
- World Summit 2007: 2/21-25/2007, Seoul, Korea
- World Summit 2006: 6/10-13/2006, Seoul, Korea

### 국제지도자회의(International Leadership Conference)
현시대와 미래세대의 중요한 과제를 해결하기 위한 국제지도자회의를 개최하여 지원하고 있다. 다양한 국가와 종교, 문화, 인종의 지도자들이 참여하여 본인들이 속한 지역과 국가, 세계의 평화를 위해 논의하고 협력하는 장이 되고 있다.
| 2021 | Sep 15 ILC 2021 UPF_Korea Sep 1 ILC 2021 Japan Aug 21 UPF North America International Leadership Conference Jul 28 ILC2021 Latin America Jul 3 Africa ILC2021: The Significance of Africa in Fostering Peace on the Korean Peninsula Apr 29 ILC 2021 EUME: International Summit Council for Peace |
| 2020 | Sep 13 ILC 2020 The Americas Sep 5 ILC 2020 Webinar |
| 2019 | Oct 5 Japan Summit and Leadership Conference Aug 15 August ILC 2019: "Toward World Summit 2020“ |
| 2018 | Aug 26 32nd International Leadership Conference Apr 29 Interreligious Association for Peace and Development Launched in Europe Feb 21World Leaders Affirm the Mission and Work of UPF |
| 2017 | Nov 13 2017 Interreligious Leadership Conference May 19 UPF Leaders Convene in Albania |
| 2016 | Feb 16 International Leadership Conference in Korea |
| 2015 | Sep 29 UPF-Japan: Promoting Marriage and Family Values Apr 11 Ambassadors for Peace Hear UPF Peace Principles |
| 2014 | Oct 2Malaysian Parliamentarians Attend Peacebuilding Conference in Hawaii Apr 23International Leadership Conference Held in Uruguay |
| 2013 | Aug 23 Building Momentum in Korea for Nations of Peace Jan 12International Leadership Conference Held in the Philippines |
| 2012 | Sep 15 The Memorial Ceremony of Rev. Dr. Sun Myung Moon and his Legacy of One Family Under God Mar 3 1Leadership Conference in Mindanao Promotes Interfaith Harmony |

### UN과의 연대활동 및 국제 평화네트워크
UN 경제사회이사회(ECOSOC)의 ‘특별 협의지위(Special Consultative Status)’ 단체로 활동하다 국제적 활동의 우수성을 인정받아 최상위 단체 지위인 ‘포괄적 협의지위(General Consultative Status)’로 2018년 7월 승격되었으며 UN의 지속가능 개발 목표의 달성을 위해 협력하고 있다.
UN에서는 ‘세계 종교 화합 주간’, ‘여성의 날’, ‘국제 가족의 날’, ‘글로벌 부모의 날’, ‘국제 평화의 날’ 등의 UN 이니셔티브를 지원하고 있으며 여러 분야 NGO들과 협력하여 UN내에서 뿐만 아니라 세계의 많은 국가에서 다양한 국제평화 프로그램을 진행하고 있다.
천주평화연합은 또 세계평화와 초인종, 초국가, 초종교적 화해와 협력을 주제로 한 교육프로그램을 이수한 각계각층의 지도자들을 평화대사로 위촉하여 기후변화 문제, 기아와 질병 문제, 국제 난민 문제, 정치·종교 갈등 문제 등의 세계 난문제의 극복을 위해 국제 평화네트워크를 형성하여 봉사와 평화활동을 전개하고 있다. 전 세계적으로는 120만여 명의 평화대사들이 있으며, 국내에서는 5만여 명의 평화대사들이 위촉되어 한국사회 발전과 남북통일을 위한 지속적인 평화운동에 동참하여 이념이나 논리가 아닌 참사랑의 실천을 통한 화합의 문화를 만들어가고 있다.

### 피스로드 프로젝트(Peace Road Project)
1981년 서울에서 열린 제10차 국제과학통일회의에서 문선명·한학자 총재에 의해 제안된 ‘국제평화하이웨이’ 프로젝트를 기반으로 전 세계를 하나의 길로 연결해 세계 분쟁과 갈등을 해소하고 인류를 한 가족으로 묶어 지구촌 평화시대를 실현하고자 2013년 한국과 일본에서 시작되었다. ‘아프리카 희망봉에서 칠레 산티아고까지 전 세계를 평화로 연결하자’는 기치 아래 2013년 피스바이크를 시작으로 매년 전 세계 130개국에서 50만여 명의 시민들이 자전거와 자동차, 도보 등으로 피스로드 대장정에 동참하고 있다.
한국에서는 통일부와 행정안전부, 그리고 전국 광역시도청의 후원 속에 전국 시도와 시군구에서 매년 개최되고 있다.
∙ Peace Rodad 2021 : 5월 14일 ~ 10월 30일, 130개 국가에서 실시
∙ Peace Rodad 2020 : 7월 11일 ~ 10월 30일, 130개 국가 50만 명 참가
∙ Peace Rodad 2019 : 4월 9일 ~ 11월 30일, 130개 국가 50만 명 참가
∙ Peace Rodad 2018 : 2월 9일 ~ 10월 30일, 125개 국가 50만 명 참가
∙ Peace Rodad 2017 : 2월 2일 ~ 11월 30일, 125개 국가 45만 명 참가
∙ Peace Rodad 2016 : 5월 5일 ~ 11월 30일, 125개 국가 50만 명 참가
∙ Peace Rodad 2015 : 5월 30일 ~ 8월 30일, 120개 국가 30만 명 참가
∙ Peace Bike 2014 : 5월 24일 ~ 8월 12일, 14개 국가 2만 7천 명 참가
∙ Peace Bike 2013 : 8월 3일 ~ 8월 23일, 한·일 3,800Km 자전거 종주

### 선학평화상(Sunhak Peace Prize)
미래세대 인류공동체의 평화를 지향하며 인권존중, 갈등화합, 생태보존이라는 평화의 기치를 가지고 ‘인류 한 가족’ 평화비전을 구축하기 위해 제정되었다. 선학평화상은 공생·공영·공의의 ‘위하여 사는 삶’을 실천해 온 개인과 단체를 발굴하여 고무 격려함으로써 지구촌 모든 이들에게 희망의 등불을 밝히고자 한다.
· 5회 수상자(2022년): 사라 길버트 옥스퍼드대 교수(영국), 세계백신면역연합(Gavi), 설립자특별공로상- 훈 센 총리(캄보디아)
· 4회 수상자(2020년): 마키 살세네갈 대통령, 무닙 A. 유난 루터교 주교(팔레스타인), 특별상 – 반기문UN 전 사무총장
· 3회 수상자(2019년): 아킨우미 아데시나 박사(나이지리아), 와리스 디리인권운동가(소말리아)
· 2회 수상자(2017년): 지노 스트라다 박사(이탈리아), 사키나 야쿠비 박사(아프가니스탄)
· 1회 수상자(2015년): 아노테 통키리바시 전 대통령, 모다두구 비제이 굽타박사(인도)

## 협력 단체
국내에서는 사)남북통일운동국민연합, 사)세계평화여성연합, 사)세계평화청년학생연합, 사)한국종교협의회, 사)자원봉사 애원, 사)세계평화교수협의회, 사)세계평화무도연합, 학교법인 선학학원, 효정학술재단, 한국대학원리연구회, 평화대사협의회, 산수원애국회 등 통일운동단체와 종교, 학술, 문화, 봉사단체 그리고 여성, 청년학생 단체 등 각계각층의 영역에서 평화 통일을 위한 광범위한 연대활동을 전개하고 있다.